# تام فرانک (هنرپیشه)
تام فرانک یا تام فورمن (انگلیسی: Tom Forman؛ (زادهٔ ۲۲ فوریهٔ ۱۸۹۳ – درگذشتهٔ ۷ نوامبر ۱۹۲۷) کارگردان، فیلم‌نامه‌نویس و هنرپیشه اهل ایالات متحدهٔ آمریکا بود.
از فیلم‌های او می‌توان به گردآوری اشاره کرد.